# Santiago do Norte
Santiago do Norte é um bairro do município brasileiro de Paranatinga, no estado de Mato Grosso na Região Centro-Oeste do país. Distante 160 quilômetros da sua sede e 520 quilômetros da capital do estado Cuiabá, possuí população de 4 500 habitantes de acordo com o Instituto Brasileiro de Geografia e Estatística (IBGE) no ano de 2017.